# Maldito karma
Maldito karma ("Mieses Karma") es la primera novela de David Safier, publicada en Alemania en 2007 en la editorial Rowohlt Verlag GmbH de Hamburgo. En España, la publicó Seix Barral (Barcelona) y fue traducida del alemán por Lidia Álvarez Grifoll, y fue su primera edición de octubre de 2009. Esta novela denota el origen como guionista de televisión del autor, ya que tanto la protagonista (que es una presentadora de tv) como buena parte de la trama están ambientadas en ese medio.

## Argumento
Una mujer en Alemania durante toda su vida ha acumulado mucho mal karma. Un día que podía ser perfectamente el mejor día de su vida. Iban a nombrarla mejor presentadora de televisión, iba a tener sexo con el hombre más sexi que existía en la Tierra y tenía un vestido precioso, pero un inodoro de una estación espacial rusa la aplastó. Horas después se enteró de que estaba muerta y se había reencarnado en una hormiga. Su único objetivo era volver a ser una persona aunque a lo largo de su aventura aprendió la lección de verdad: No seas capullo con la gente si no quieres acabar mal.